# Berybolcensis
Berybolcensis es un género extinto de peces actinopterigios prehistóricos. Fue descrito por Sorbini en 1984.
Vivió en Italia.

## Fósiles

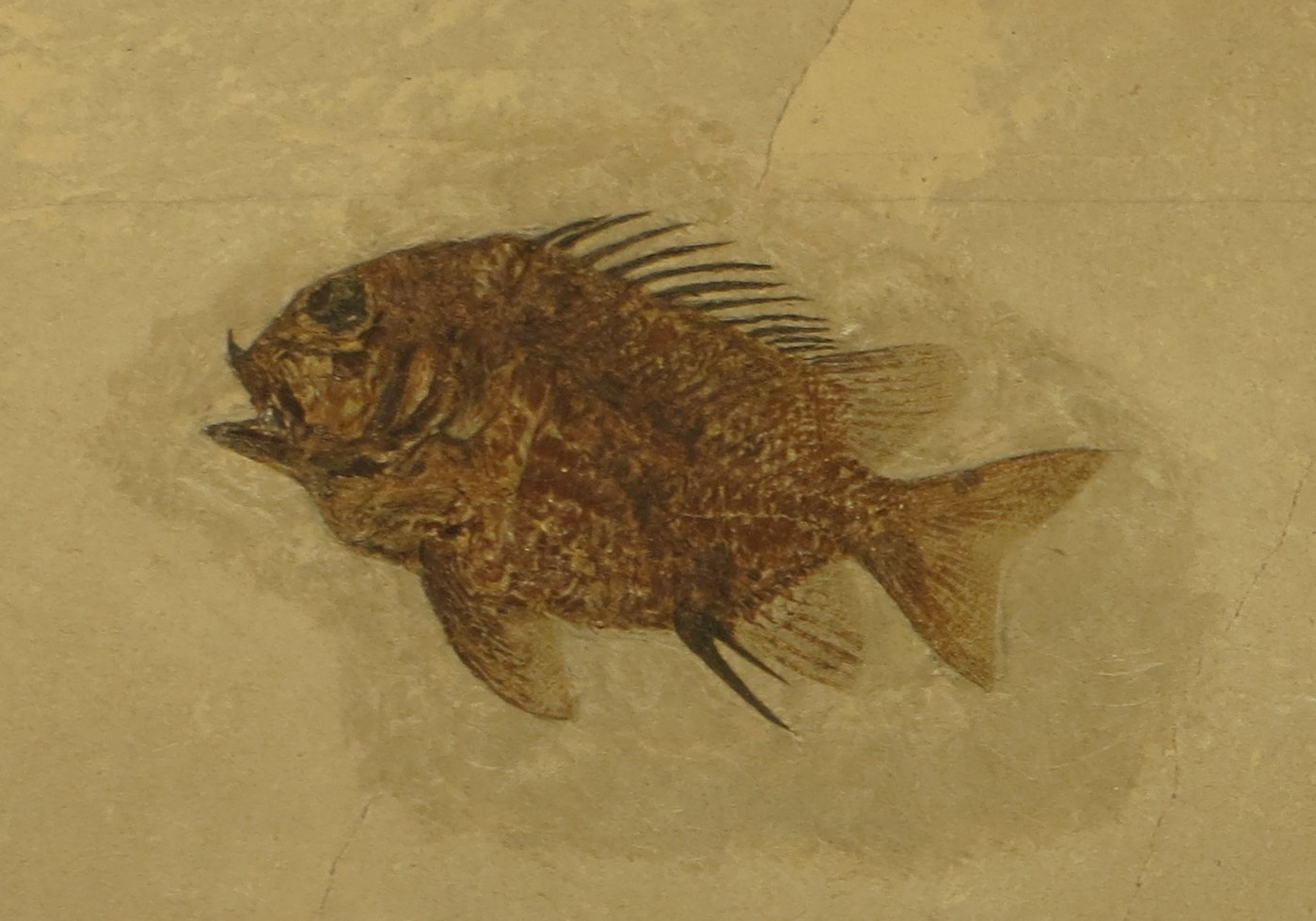
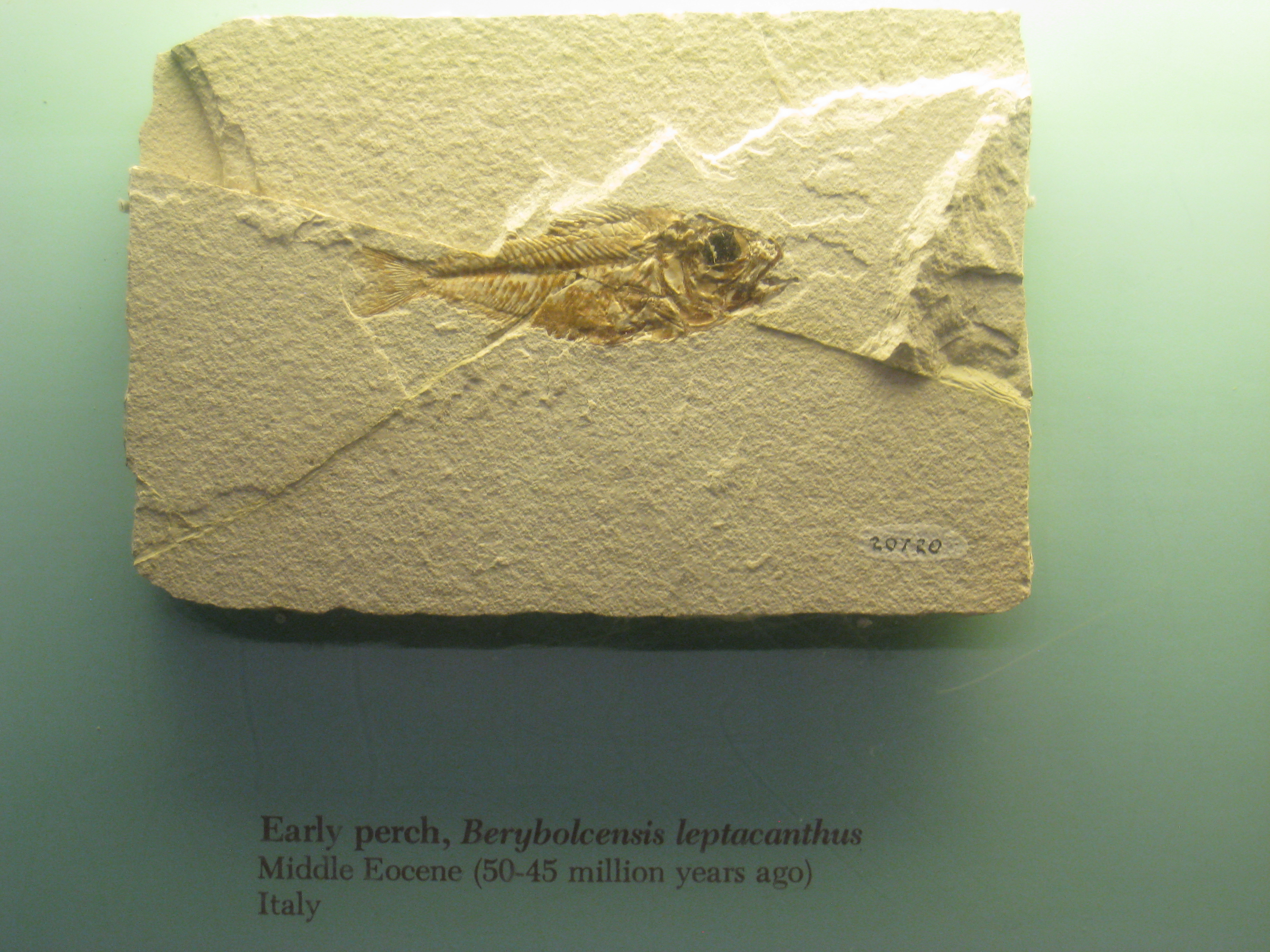
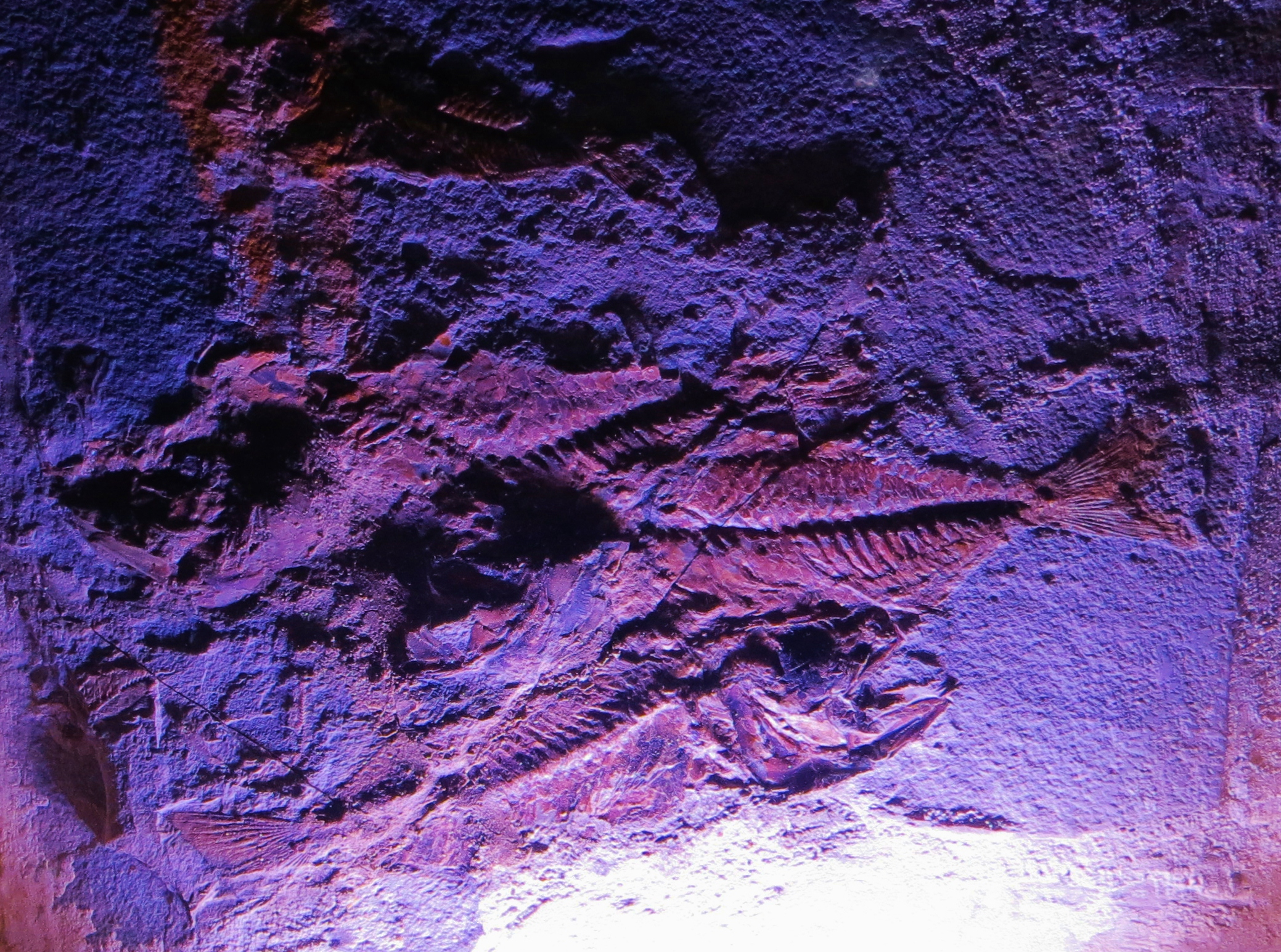